# Europees kampioenschap voetbal 2008 (Groep B) Oostenrijk - Duitsland
Dit artikel gaat over de wedstrijd in de groepsfase in groep B tussen Oostenrijk en Duitsland gespeeld op 16 juni 2008 tijdens het Europees kampioenschap voetbal 2008.

## Voorafgaand aan de wedstrijd
Duitsland stond op drie punten. Oostenrijk stond op één punt en kon zich slechts nog kwalificeren met een overwinning.

## Wedstrijdgegevens

De basisopstellingen van beide landen.

| Datum                | 16 juni 2008                                    | 16 juni 2008                                    |
| Stadion              | Ernst Happelstadion, Wenen                      | Ernst Happelstadion, Wenen                      |
| Toeschouwers         | 53.000                                          | 53.000                                          |
| Scheidsrechter       | Manuel Mejuto González                          | Manuel Mejuto González                          |
| Assistenten          | Jesús Calvo Guadamuro Juan Carlos Juste Jiménez | Jesús Calvo Guadamuro Juan Carlos Juste Jiménez |
| Vierde man           | Damir Skomina                                   | Damir Skomina                                   |
| Man van de wedstrijd | Michael Ballack                                 | Michael Ballack                                 |
|                      | Oostenrijk                                      | Duitsland                                       |
| Doelpunten           | 0                                               | 1                                               |
| Gele kaarten         | 3                                               | 0                                               |
| Rode kaarten         | 0                                               | 0                                               |
| Wissels              | 3                                               | 3                                               |
| Schoten op doel      | 8                                               | 5                                               |
| Schoten naast doel   | 5                                               | 8                                               |
| Overtredingen        | 22                                              | 11                                              |
| Hoekschoppen         | 8                                               | 6                                               |
| Buitenspel           | 0                                               | 2                                               |
| Vrije trappen        | 13                                              | 22                                              |
| Strafschoppen        | 0                                               | 0                                               |
| Balbezit (tijd)      |                                                 |                                                 |
| Balbezit (%)         | 48                                              | 52                                              |

| Oostenrijk | 0 – 1           | Duitsland |
| | goals (assists) | 49' Michael Ballack |
| Josef Hickersberger | bondscoach      | Joachim Löw |
| Martin Stranzl Emanuel Pogatetz Christian Fuchs René Aufhauser 63' Andreas Ivanschitz Ümit Korkmaz György Garics Martin Hiden 55' Martin Harnik 67' Jürgen Macho Erwin Hoffer | opstellingen    | Jens Lehmann Arne Friedrich 90+3' Clemens Fritz Torsten Frings 60' Mario Gómez Miroslav Klose Michael Ballack Philipp Lahm Per Mertesacker 83' Lukas Podolski Christoph Metzelder |
| Christoph Leitgeb 55' Roman Kienast 67' Jürgen Säumel 63' | wissels         | 60' Thomas Hitzlsperger 83' Oliver Neuville 90+3' Tim Borowski |
| Martin Stranzl 13' Andreas Ivanschitz 48' Erwin Hoffer 31' | gele kaarten    | |
| Josef Hickersberger 41' | rode kaarten    | 41' Joachim Löw |

## Overzicht van wedstrijden
| Groepswedstrijden | | | |
| Groep A | Groep B | Groep C | Groep D |
| Zwitserland - Tsjechië Portugal - Turkije Tsjechië - Portugal Zwitserland - Turkije Zwitserland - Portugal Turkije - Tsjechië | Oostenrijk - Kroatië Duitsland - Polen Kroatië - Duitsland Oostenrijk - Polen Oostenrijk - Duitsland Polen - Kroatië | Roemenië - Frankrijk Nederland - Italië Italië - Roemenië Nederland - Frankrijk Nederland - Roemenië Frankrijk - Italië | Spanje - Rusland Griekenland - Zweden Zweden - Spanje Griekenland - Rusland Griekenland - Spanje Rusland - Zweden |
| Kwartfinales | | | |
| Portugal - Duitsland | Kroatië - Turkije | Nederland - Rusland | Spanje - Italië                                                                                                   |
| Halve finales | | | |
| Duitsland - Turkije | Duitsland - Turkije                                                                                                  | Rusland - Spanje | Rusland - Spanje                                                                                                  |
| Finale | | | |
| Duitsland - Spanje | | | |